# F.C. København (kvinder)
FC København Kvinder er en dansk professionel fodboldklub fra København. Klubben er etableret som en overbygning til klubberne KB, B1903 og FC Damsø. Klubben spiller på FC Damsøs licens.
Holdet spiller i kvindeligaens 2. division og spiller i forårssæsonen 2025 i oprykningsspillet til 1. division. Organisatorisk er holdet administreret af selskabet F.C. København Kvindefodbold A/S.
Den 14. august 2024 spillede klubben deres første kamp nogensinde i en pokalkamp mod Svogerslev Boldklub, som endte med en 7-1 sejr til FCK.
Den 17. august 2024 spillede klubben deres første hjemmekamp nogensinde mod B73 Slagelse, som endte med en 3-0 sejr til FCK. Kampen slog rekorden for flest tilskuere i en kvindefodboldkamp mellem to danske hold med et tilskuerantal på 5.165.